# Conda (Angola)
Conda ist eine Ortschaft und ein Landkreis in Angola.

## Verwaltung
Conda ist Sitz eines gleichnamigen Kreises (Municipio) der Provinz Cuanza Sul. Der Kreis umfasst 2090 km² mit 76.942 Einwohnern (Schätzung 2013). Die Volkszählung 2014 soll fortan genaue Bevölkerungsdaten liefern.
Zwei Gemeinden (Comunas) bilden den Kreis Conda:
- Conda
- Cunjo

Dazu sind mit Assango II und Jombe zwei áreas administrativas eingerichtet, kleinere Verwaltungseinheiten neben den Comunas.
Neben den Gemeindesitzen gehören Gaunge, Caunje, Chilumbo, Cumbira, Dele, Gumba, Hanga, Limba, Munguanda, Tocota und Zambia zu den wichtigsten Ortschaften im Kreis.

## Wirtschaft
Die weitergehenden Neubauten und Instandsetzungen der Straßen der Region sollen den Handel beleben und vor allem einen problemlosen Transport der hier produzierten landwirtschaftlichen Güter ermöglichen. Darunter ist die Kaffeeproduktion zu nennen, die weiter an Bedeutung gewinnt. Conda liegt im traditionellen Kaffeeanbaugebiet des Landes. Zwischen 1973 und 1974 wurde in Angola mit über 204.000 Tonnen die größte Kaffeeproduktion Afrikas erreicht. Mit Ausbruch des Angolanischen Bürgerkriegs 1975 verließen die portugiesischen Kaffeepflanzer ihre Plantagen, und der Kaffeeanbau verfiel. Seit 2013 wird der Anbau von Robusta-Kaffee unter Förderung der Provinzregierung wieder verstärkt aufgenommen. Der Kreis Conda verspricht sich wichtige Impulse für die lokale Wirtschaft, sollte es gelingen, die hiesige Kaffeeproduktion auszuweiten.
Zu den Bodenschätzen im Kreis gehören vor allem Quarz und Gold.
Zudem gewinnt der Tourismus im Kreis an Bedeutung. Im Jahr 2009 besuchten 3753 Touristen den Kreis, nach 2768 im Jahr zuvor. Von öffentlicher Seite soll nun die Infrastruktur verbessert werden und Investoren der Tourismusbranchen zum Engagement im Kreis motiviert werden. Anziehungspunkte sind vor allem die Thermalquellen von Tocota und die Binga-Wasserfälle.